# Campanula albanica
Campanula albanica là loài thực vật có hoa trong họ Hoa chuông. Loài này được Witasek mô tả khoa học đầu tiên năm 1906.